# Irène Duval
Irène Duval est une violoniste franco-coréenne.

## Biographie

### Jeunesse et formation
Fille d'un chef de cuisine français et d'une mère coréenne, formatrice linguistique, Irène Duval grandit au Japon, en Indonésie et à Hong Kong jusqu'à ses 10 ans. 
Elle commence l'étude du violon à 7 ans. De retour en France en 2003, elle est admise au Conservatoire de Rouen, puis à Paris, dans la classe de Suzanne Gessner. Elle suit en parallèle des masterclasses auprès de Jean-Jacques Kantorow avant d'intégrer les classes de Roland Daugareil et Daria Hovora, au Conservatoire national supérieur de musique de Paris en 2008. Irène a également été l'élève de Mihaela Martin, au sein de la prestigieuse Kronberg Academy, en Allemagne, de 2014 à 2017.

## Carrière
Irène Duval se produit régulièrement en soliste avec orchestre, en récitals et en musique de chambre.
Elle est l’invitée d'orchestres majeurs, parmi lesquels l'Orchestre philharmonique de Dresde, le Chamber Orchestra of Europe, le Royal Northern Sinfonia, l'Orchestre d'Auvergne, le Philharmonia, le Royal Philharmonic Orchestra, et la Kremerata Baltica, sous la direction de chefs tels que Robert Trevino, Michael Sanderling et Maxim Emlyanichev.
Ses récitals l'emmènent dans les principales salles et festivals en Europe, au Japon et en Australie, incluant le Konzerthaus Berlin, Wigmore Hall, Théâtre des Champs Elysées, Salle Gaveau, Dresdner Kulturpalast, Sommets Musicaux de Gstaad, Philharmonie de Paris, la Liszt Academy à Budapest, et Les Folles Journées de Nantes, Nigata et Tokyo. Elle collabore avec des musiciens tels que Jean-Efflam Bavouzet, Joshua Bell, Khatia Buniatishvili, Renaud Capuçon, Jeremy Denk, Kirill Gerstein, Steven Isserlis, Janine Jansen, Gidon Kremer, Olli Mustonen. Elle apparaît fréquemment en concert avec les pianistes Sam Armstrong, Alasdair Beatson, Ariel Lanyi, Mishka Rushdie Momen, Florian Noack, ou Angus Webster.   
Irène Duval joue sur un Jean-Baptiste Vuillaume de 1873, grâce au soutien de la Beare's International Violin Society.

## Discographie
En 2016, sort son premier disque « Poèmes » enregistré avec le pianiste Pierre-Yves Hodique pour le label Mirare/Harmonia Mundi. Les deux virtuoses mettent en lumière des œuvres de Ernst, Poulenc, Chausson, Fauré et Szymanowski. Leur interprétation évoque en filigrane épopée ovidienne, poèmes de Goethe et Lorca et, à travers l'œuvre de Chausson, le chant de l'amour triomphant de Tourgueniev. Salués par la critique de 4 Diapasons, Irène Duval et Pierre-Yves Hodique offrent à travers leur jeu une architecture musicale d'une grande solidité, à l'expressivité à la fois "intense et contenue".
En 2024, paraît son deuxième disque récital "Fauré and Friends" enregistré avec le pianiste Angus Webster pour le label Capriccio. Le programme célèbre la musique de Gabriel Fauré, dont on fête le centenaire de sa mort, accompagné de pièces de ses amis Reynaldo Hahn, Georges Enescu, et Camille Saint-Saëns.
Elle apparaît dans l'album de Steven Isserlis dédié à Boccherini "Music of the Angels".

## Prix et distinctions
1er prix du 46e Concours international Instrumental de Markneukirchen en Allemagne, Irène Duval est aussi lauréate à l'unanimité du Concours international de Violon d'Avignon en 2009 et 2010. Elle reçoit également le prix spécial Manfred-Scherzer pour la meilleure interprétation de l'œuvre imposée de Max Reger. Repérée et soutenue par de nombreuses fondations, elle est nommée révélation classique de l'Adami en 2013.